# Jovane Nunes
Jovani Mendez Nunes (Ceres, 12 de outubro de 1969) é um ator, escritor e humorista brasileiro. Faz parte do grupo de comédia Os Melhores do Mundo e integrou o elenco do Zorra Total.

## Carreira
Televisão
- 2007/2008/2009 - Zorra Total (Rede Globo) - Zeca Pimenteira - Joseca Pimenteira -  bisavô do Zeca
- 2017 - Vai que Cola - Nelson - Ep. 22 - 5ª Temp.
- 2021 - Galera FC[4] - Comentarista

Livros
- Pindorama — a Outra História do Brasil (2009)
- A Escrava Isaura e o Vampiro (2010)